# 杜夫尔-拉代利夫朗德
杜夫尔-拉代利夫朗德（法語：Douvres-la-Délivrande，法語發音：[duvʁ la delivʁɑ̃d] ⓘ），法国西北部城市，诺曼底大区卡尔瓦多斯省的一个市镇，隶属于卡昂区，其市镇面积为10.7平方公里，2022年1月1日时人口数量为5,123人，在法国城市中排名第2,191位。
杜夫尔-拉代利夫朗德位于卡尔瓦多斯省北部，是一个区域性的中心城市，也是卡昂北部的一个远郊卫星城，通过快速公路连接卡昂市区。

## 地名来源

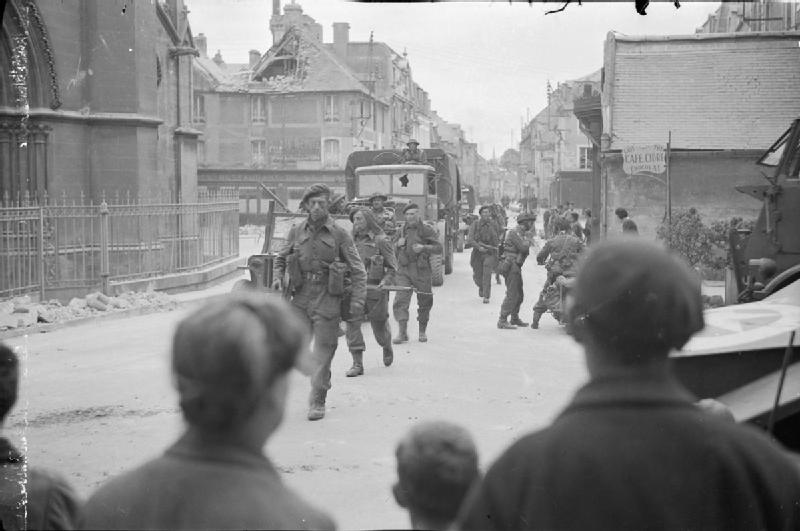
二战时期通过杜夫尔-拉代利夫朗德的部队

“杜夫尔”一名来源于杜夫尔家族，后者在11世纪时为这一区域的主人，“Douvres”一词本身来源于拉丁语单词“Dopra”，意为“活水”。
“拉代利夫朗德”一名则来源于天主教教义，意为“玛利亚教会”。

## 历史
杜夫尔-拉代利夫朗德所处区域作为村落最初记载于1072年，杜夫尔家族统治此地，并将其命名为“杜夫尔”，此后当地长期为一处普通村落，中世纪末成为一个堂区。法国大革命后，杜夫尔成为卡尔瓦多斯省的一个市镇。1794年，拉代利夫朗德整体并入杜夫尔，而“-拉代利夫朗德”这一名称直至1962年才成为当地官方名称的一部分。1973年，塔耶维尔也整体并入了杜夫尔-拉代利夫朗德的市镇范围。在工业革命期间，当地曾有一条连接卡昂的地方铁路，后废弃。第二次世界大战期间，杜夫尔及其所处区域曾遭到严重的破坏。

## 地理

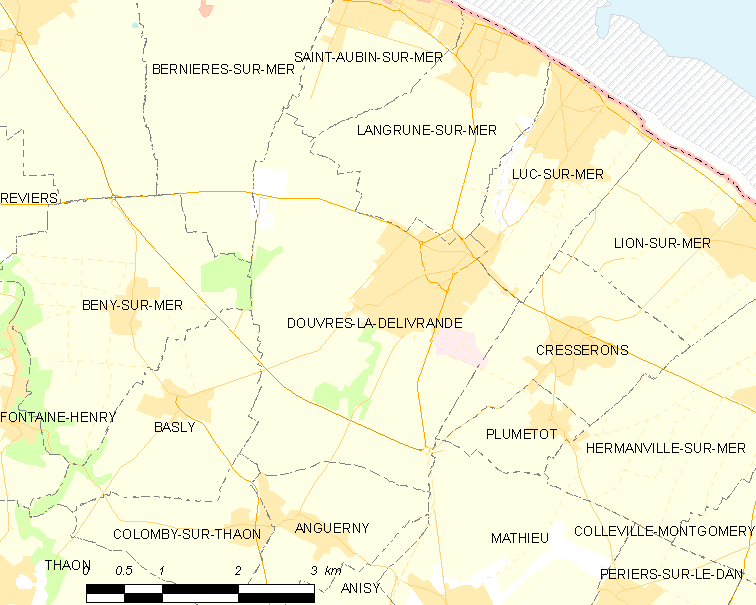
杜夫尔-拉代利夫朗德市镇范围地图

杜夫尔-拉代利夫朗德位于法国西北部，诺曼底大区中北部和卡尔瓦多斯省北部，距离省会卡昂大约14公里。与杜夫尔-拉代利夫朗德接壤的市镇包括：巴利、滨海贝尼、滨海贝尼耶尔、克雷斯龙、滨海朗格吕讷、滨海吕克、马蒂厄、滨海圣欧班、科隆比-昂盖尔尼。

### 地形
杜夫尔-拉代利夫朗德位于诺曼底海滨，境内以平原为主，市镇中心地势较为平坦，全境海拔在17到58米之间。

### 水文
一条叫“La Capricieuse”的小溪自南向北流经境内，该河独立注入加来海峡。

### 植被
杜夫尔-拉代利夫朗德属于温带落叶林区，市中心有多块林地，市区南部建有“男爵宫公园”（parc de la baronnie）。
在鲜花城市的评比中，杜夫尔-拉代利夫朗德被评为2星级鲜花城市。

### 气候
杜夫尔-拉代利夫朗德在柯本气候分类法中属于温带海洋性气候。

## 行政区划
杜夫尔-拉代利夫朗德是法国诺曼底大区卡尔瓦多斯省的一个市镇，编号为14228。杜夫尔-拉代利夫朗德隶属于卡昂区、卡尔瓦多斯省第五选区和滨海库尔瑟勒县，同时也是珍珠贝市镇公共社区的办公驻地。
法国国家统计与经济研究所（简称）在进行数据统计时，将包括杜夫尔-拉代利夫朗德在内的223个市镇设为卡昂城市区。自2020年起，卡昂城市区被包含296个市镇的卡昂城市辐射区代替。此外，还将杜夫尔-拉代利夫朗德市镇整体看作一个“块区”（IRIS）。

## 交通

### 公路
多条卡尔瓦多斯省省道在杜夫尔-拉代利夫朗德境内交汇，诺曼底大区下属的城际客运提供巴士线路，可前往卡昂以及滨海吕克。
2017年，84.5%的杜夫尔-拉代利夫朗德家庭拥有至少一辆私人汽车。2019年，杜夫尔-拉代利夫朗德境内共发生各类交通事故2起，造成2人受伤。

### 铁路
杜夫尔-拉代利夫朗德历史上曾有一条地方铁路，现已废弃。距离杜夫尔-拉代利夫朗德最近的客运铁路车站为卡昂站。

### 航空
距离杜夫尔-拉代利夫朗德最近的民用航空站为卡昂机场，距离杜夫尔-拉代利夫朗德市中心的公路里程约17公里。

### 城市公共交通
杜夫尔-拉代利夫朗德暂无城市公共交通系统。

## 政治

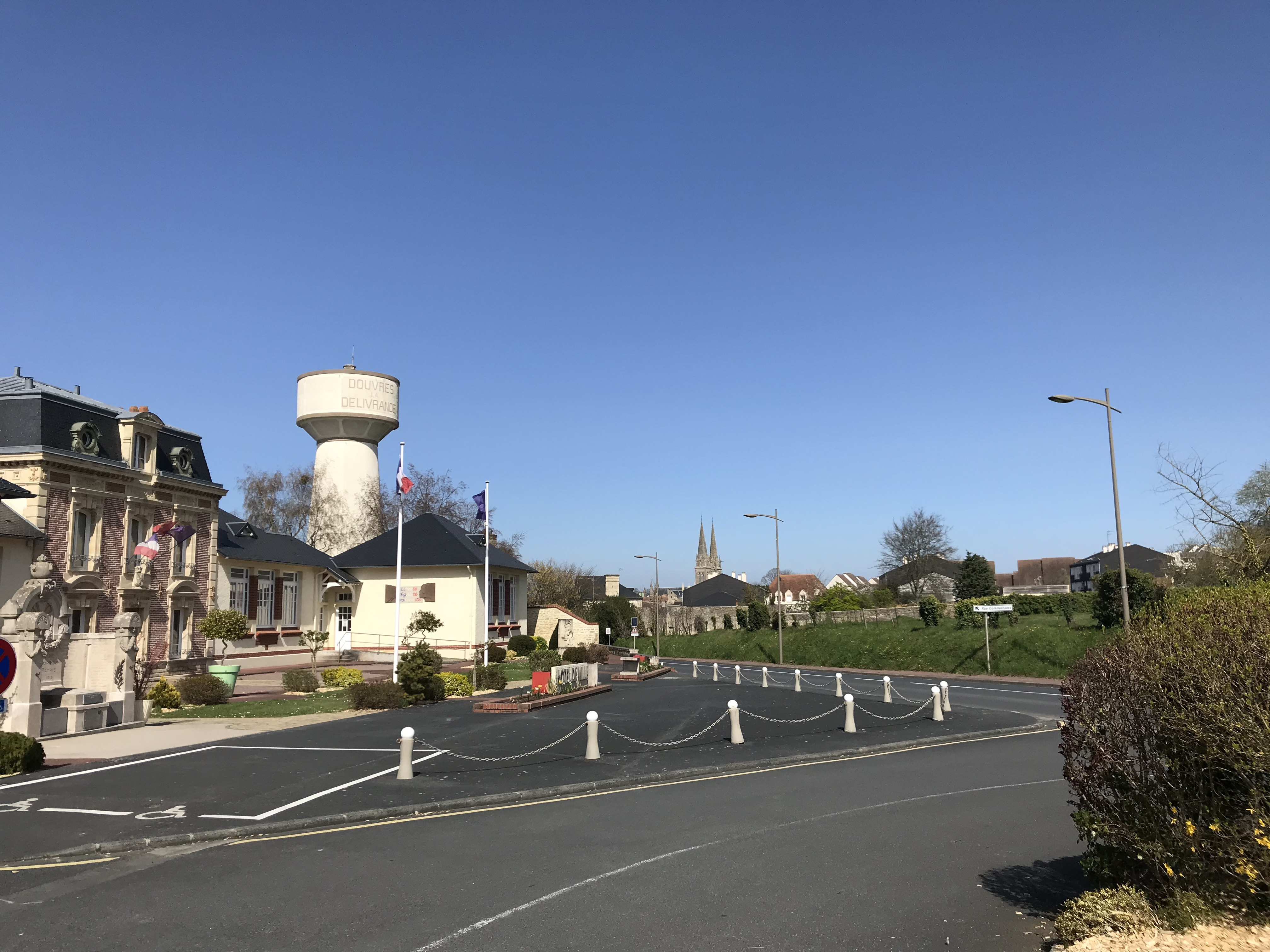
杜夫尔-拉代利夫朗德市政厅前方的广场

杜夫尔-拉代利夫朗德的现任市长为蒂耶里·勒福尔先生（Thierry Lefort），他是一名中间派，在2020年的市政选举中获得了100%的支持率（没有其他候选人）。
在2017年的法国总统大选中，法国第25任总统埃马纽埃尔·马克龙在杜夫尔-拉代利夫朗德获得了75.76%的支持率。

## 人口
2018年，杜夫尔-拉代利夫朗德市镇人口数量为4,999，在法国排名第2,191位。其中男性2,399人，女性2,663人，75岁及以上人口占8.7%，外籍人口数量为1,039人，人口密度为467人/平方公里，当地居民被称为（男性）或（女性）。2019年，杜夫尔-拉代利夫朗德境内出生35人，死亡人口53人。
| 年份   | 1936  | 1946  | 1954  | 1962  | 1968  | 1975  | 1982  | 1990  | 1999  | 2006  | 2007  | 2008  | 2013  | 2018  |
| ------ | ----- | ----- | ----- | ----- | ----- | ----- | ----- | ----- | ----- | ----- | ----- | ----- | ----- | ----- |
| 人口數 | 1,562 | 1,811 | 2,126 | 1,739 | 1,844 | 2,356 | 2,877 | 3,983 | 4,809 | 4,877 | 4,884 | 4,891 | 5,131 | 4,999 |

## 经济
杜夫尔-拉代利夫朗德是一个区域性的中心城市，当地共有各类用人单位773家，平均历史为15年，其中99.12%为中小型企业（PME）。（大型零售）、（特种仪器生产）及（外部装修）是当地2019年营业额最高的三个企业，分别为46,820,686欧元、10,201,217欧元和5,073,593欧元。

## 财政收入
2019年，杜夫尔-拉代利夫朗德的财政收入总额为5,896,470欧元，财政支出总额为5,170,060欧元，当年的债务总额为4,975,100欧元。2020年，杜夫尔-拉代利夫朗德共获得752,150欧元的国家财政补助，比上一年减少了0.1%。
2017年，杜夫尔-拉代利夫朗德的人均月收入总额为2,412欧元，其中高级职员为4,093欧元，低于法国平均水平（4,214欧元）；中级职员为2,324欧元，低于法国平均水平（2,353欧元）；普通职员为1,657欧元，亦低于法国平均水平（1,690欧元）。
2017年，杜夫尔-拉代利夫朗德境内的青壮年（15至64岁）失业率为9.8%，当地57.0%的家庭拥有纳税资格，平均纳税3,994欧元，高于法国平均水平（3,888欧元）。

## 社会事务

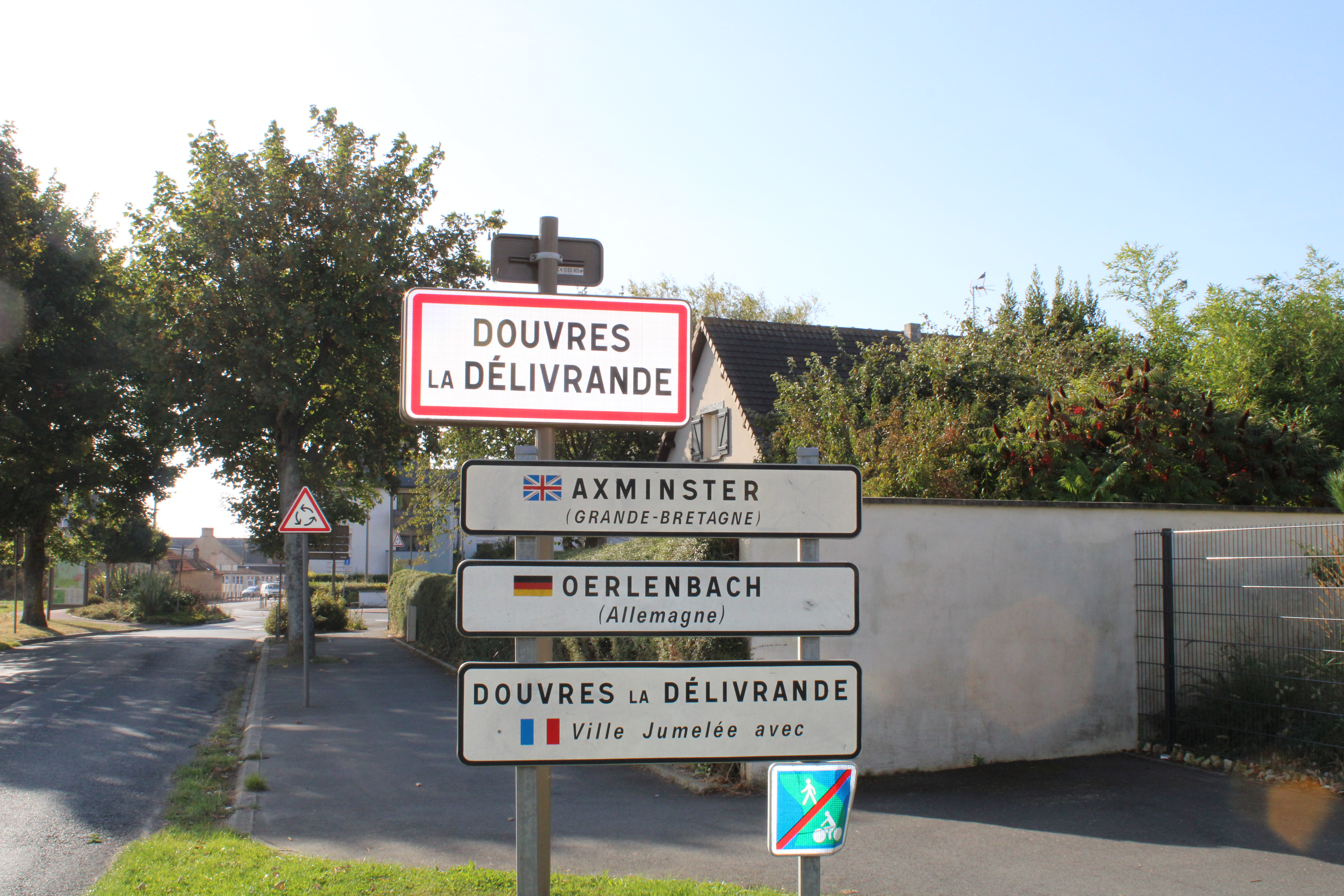
进城路牌

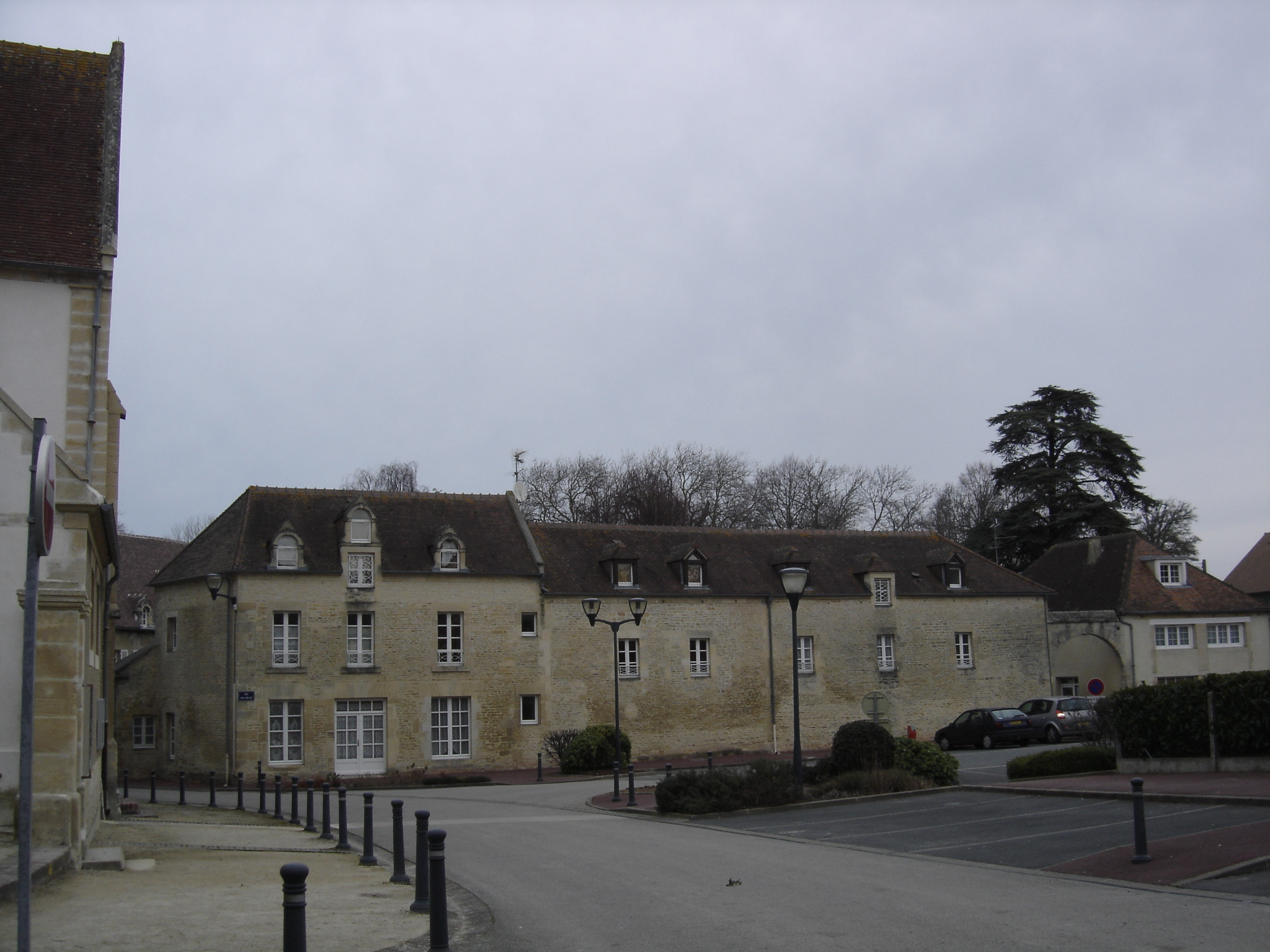
圣雷米街区

### 教育
杜夫尔-拉代利夫朗德属于卡昂学区。截止2019年1月1日，杜夫尔-拉代利夫朗德境内共有2所小学、2所初级中学、2所普通高中和1所职业高中。2018至2019学年度，杜夫尔-拉代利夫朗德境内共有在校中等教育阶段学生1,716名。

### 医疗
截止2019年1月1日，杜夫尔-拉代利夫朗德境内共有全科医生7名、保健师5名、牙医4名、护士6名、皮肤科医生1名、助产士1名和妇科医生1名。境内共有药房2家、养老院1家、残疾人帮扶中心1家。
杜夫尔-拉代利夫朗德是卡昂中心医院的服务范围，后者是法国的一个区域性医疗机构，其主病区“珍珠贝海岸大学中心医院”（CHU Hôpital Côte de Nacre）位于卡昂市区，设有床位1,516个，是当地规模最大的公立综合性医院。

### 住房
2017年，杜夫尔-拉代利夫朗德境内共有各类住房2,332套，其中74.6%为独立式居民区，25.2%为集中式居民区。常住房屋占杜夫尔-拉代利夫朗德市镇范围内居民建筑总量的92.4%。
在住房保障政策方面，2017年，杜夫尔-拉代利夫朗德境内共有395户家庭获得了住房经济补助，受益人数占总人口数量的7.8%，其中383份为房租补助。

### 商业
2019年，杜夫尔-拉代利夫朗德境内共有各类实体商铺149家，其中餐厅11家、大型超市4家、杂货店2家、面包房6家、肉铺5家、装饰品店2家、银行门店7家、美容美发店10家、汽车维修店11家。市区北部建有Hyper U购物超市。

### 体育
2019年，杜夫尔-拉代利夫朗德境内共有1家游泳池、2间体育馆、1座综合体育场、3处网球场以及1处足球或橄榄球场。
杜夫尔-拉代利夫朗德青年体育俱乐部（J.S. Douvres-la-Délivrande）是当地的一支足球队，2020至2021赛季参加卡尔瓦多斯省足球联赛。

### 环境
杜夫尔-拉代利夫朗德的环境事务由其所属的公共社区负责。2019年，杜夫尔-拉代利夫朗德境内暂无污染企业。

### 治安
2019年，杜夫尔-拉代利夫朗德市镇范围内有1处宪兵队。
2014年，杜夫尔-拉代利夫朗德及附近地区共发生各类案件2,501起，其中盗窃类案件1,567起，经济类案件238起，毒品交易类案件202起。

## 文化
2019年，杜夫尔-拉代利夫朗德境内有1家电影院。杜夫尔-拉代利夫朗德市政府提供多媒体中心，向公众全年开放。

### 建筑
杜夫尔-拉代利夫朗德境内有多处历史建筑，其中杜夫尔-拉代利夫朗德大教堂是法国国家文物保护单位，也是当地的标志性建筑物。

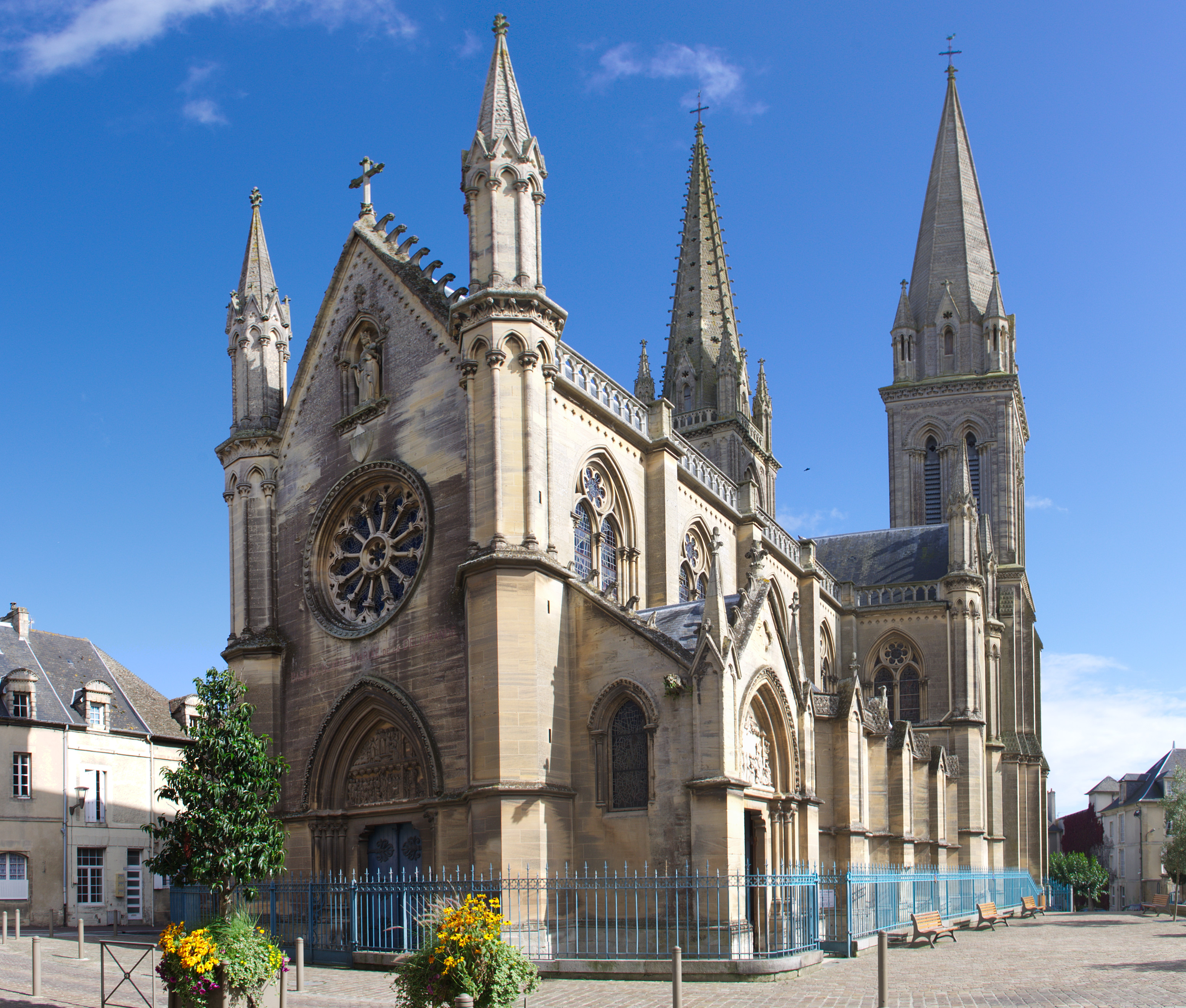
大教堂
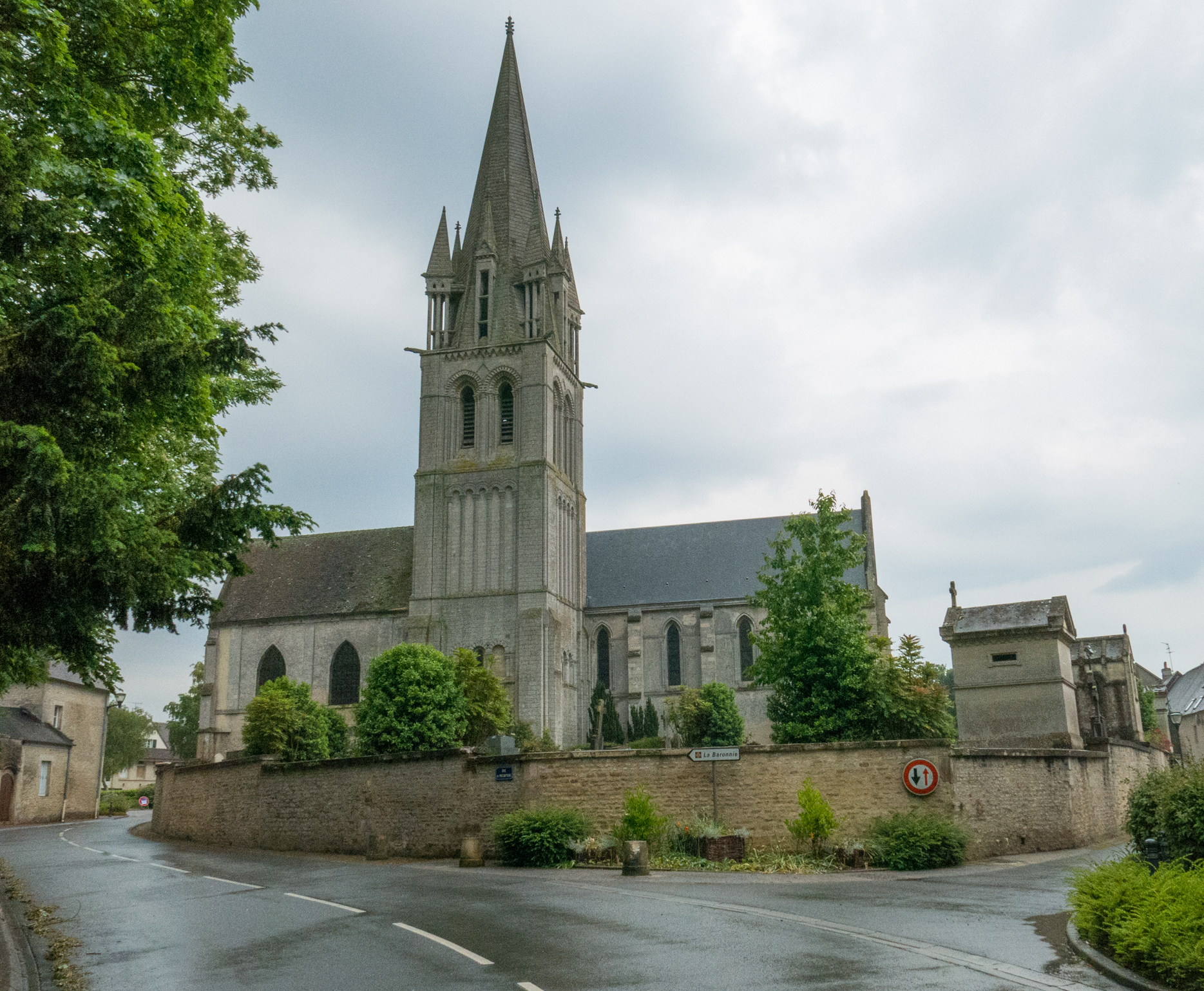
圣雷米教堂
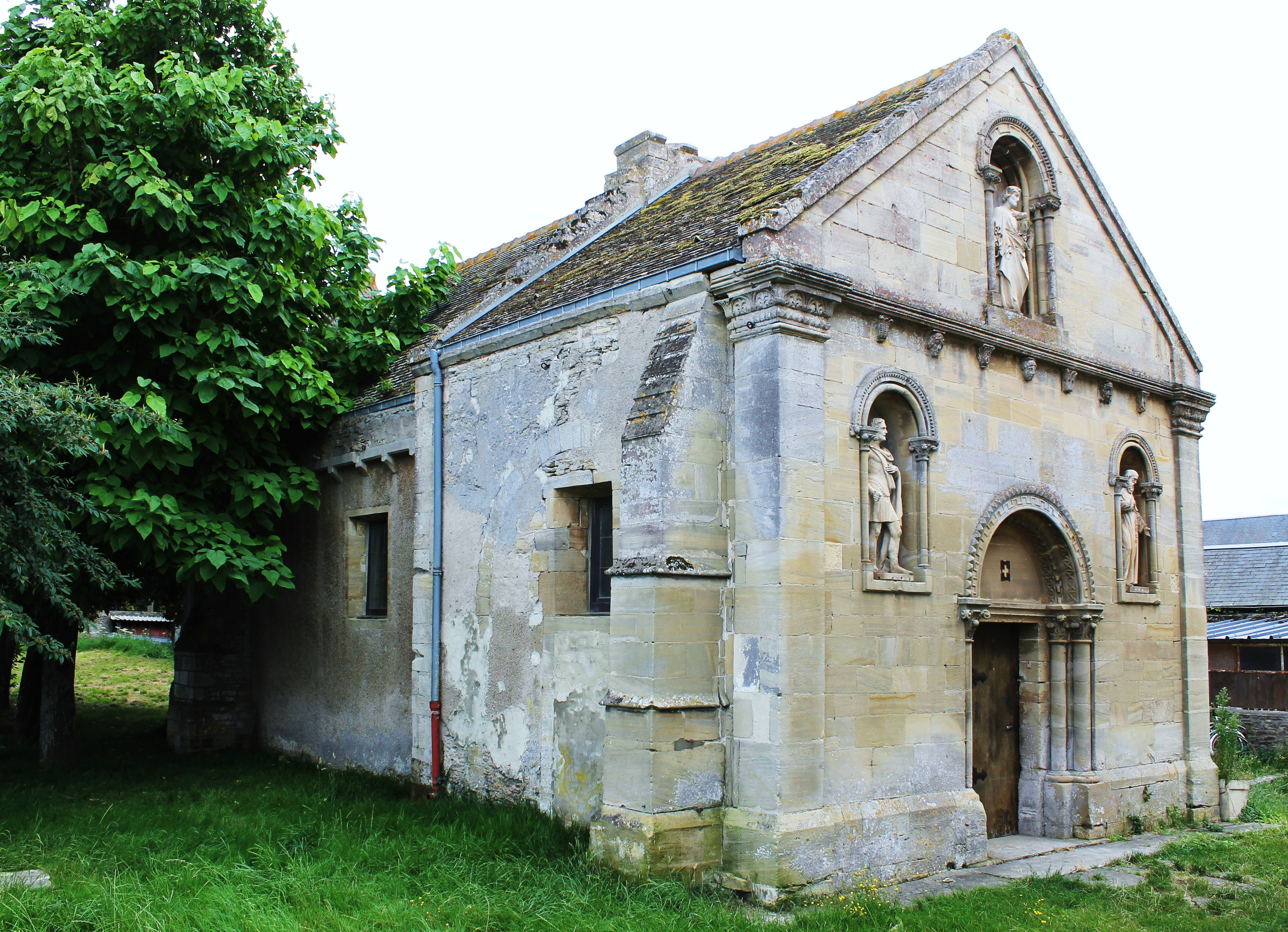
圣马丁小教堂
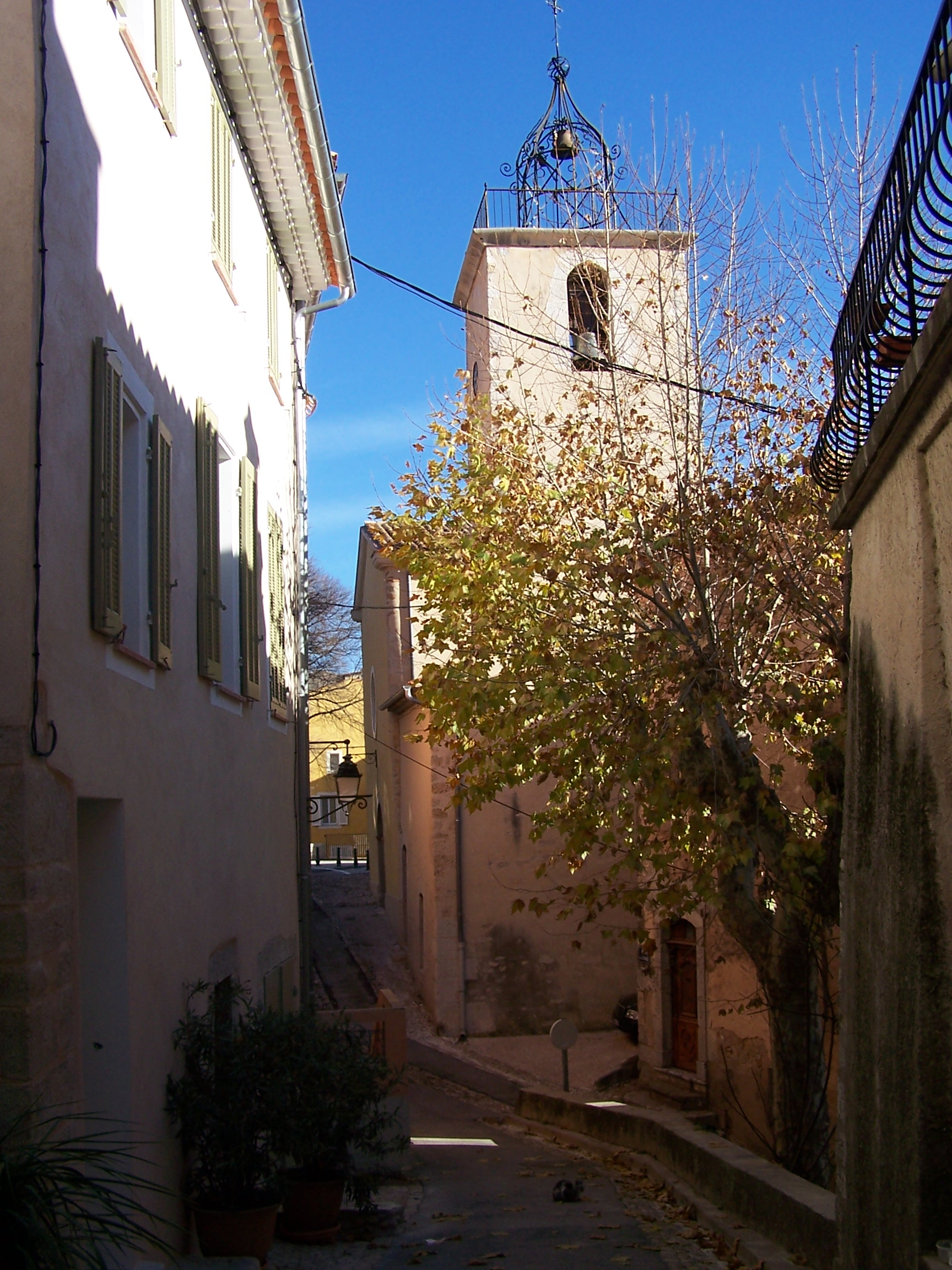
源田圣母教堂
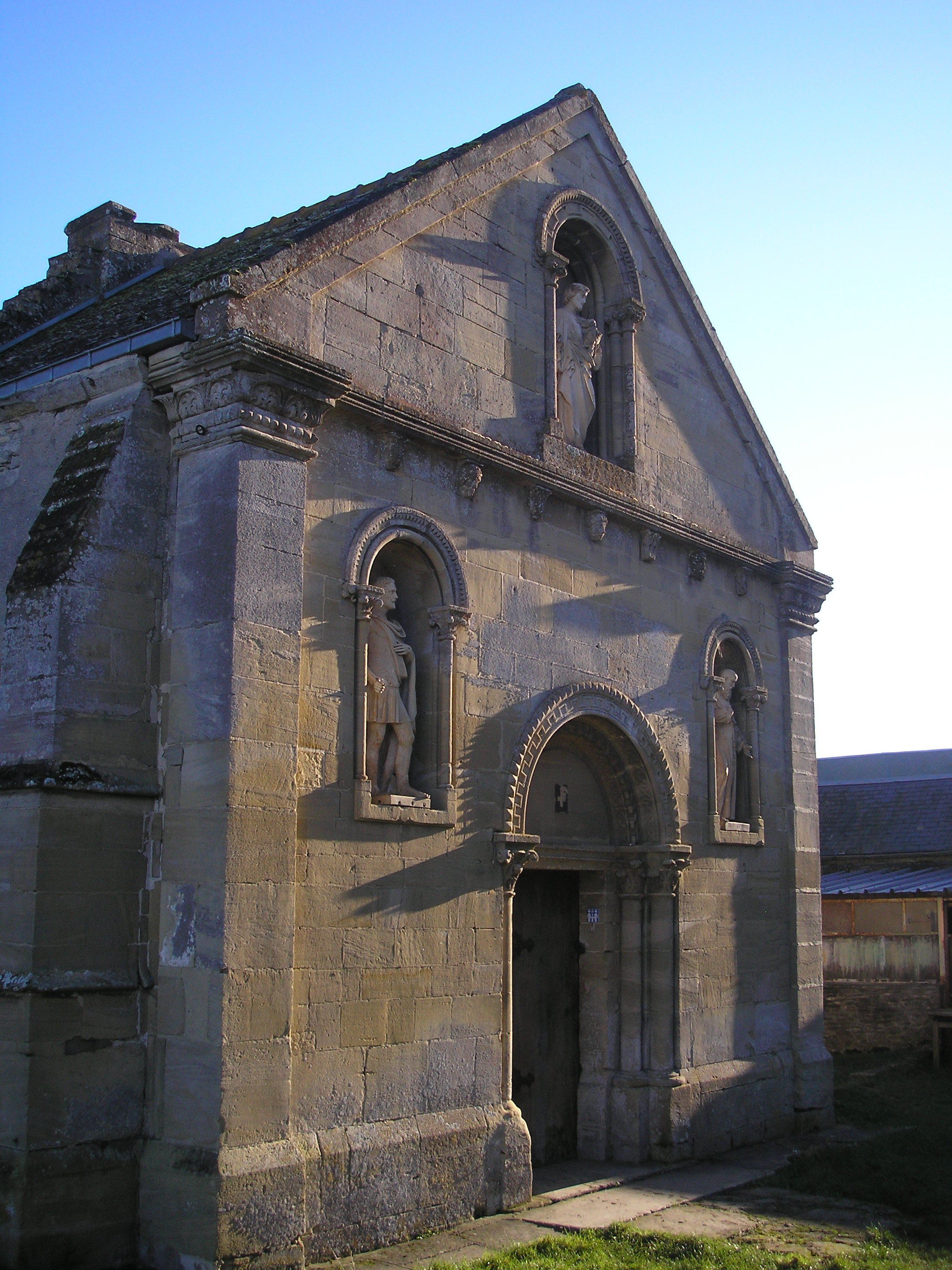
塔耶维尔祈祷室
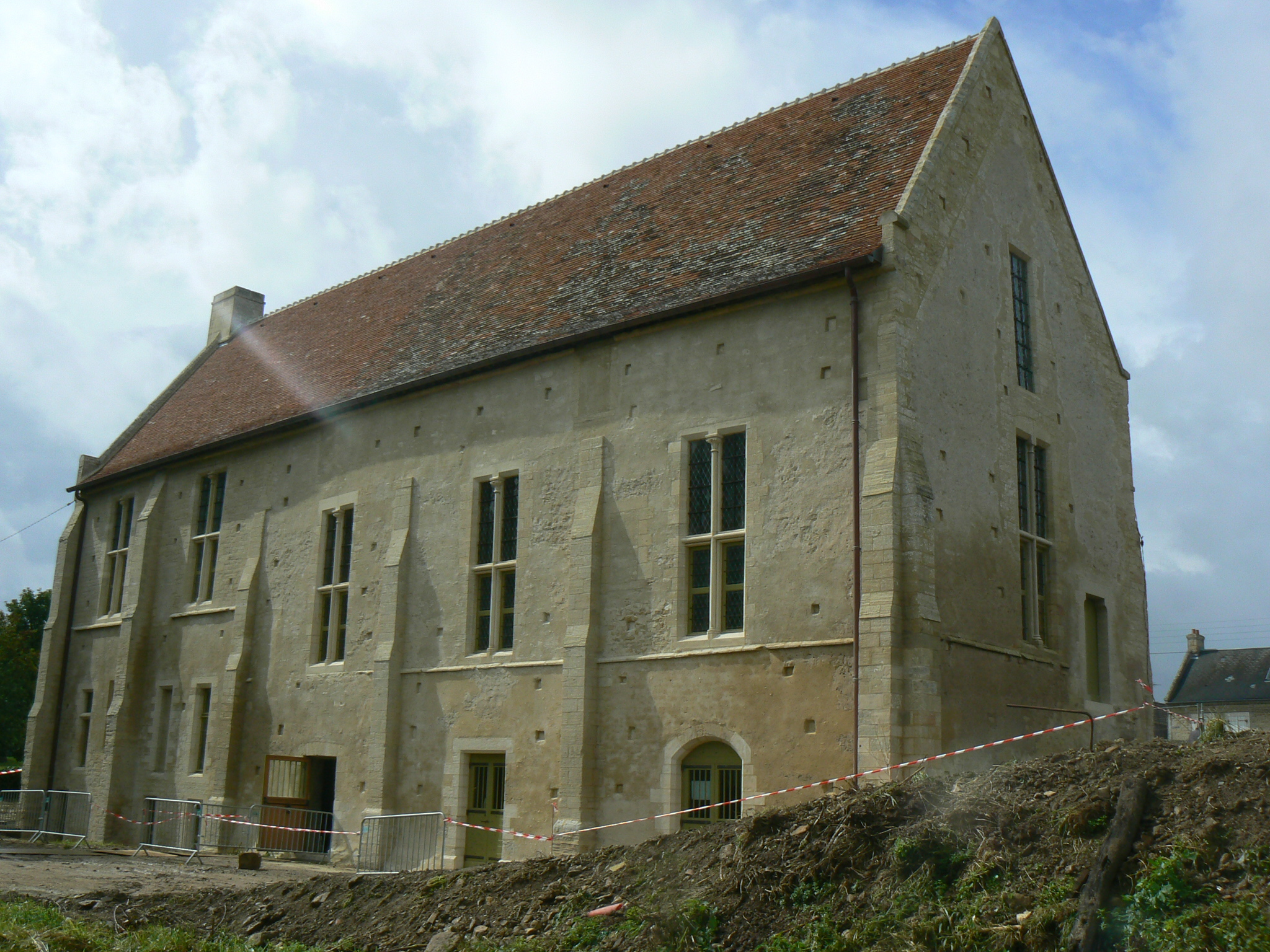
男爵宫
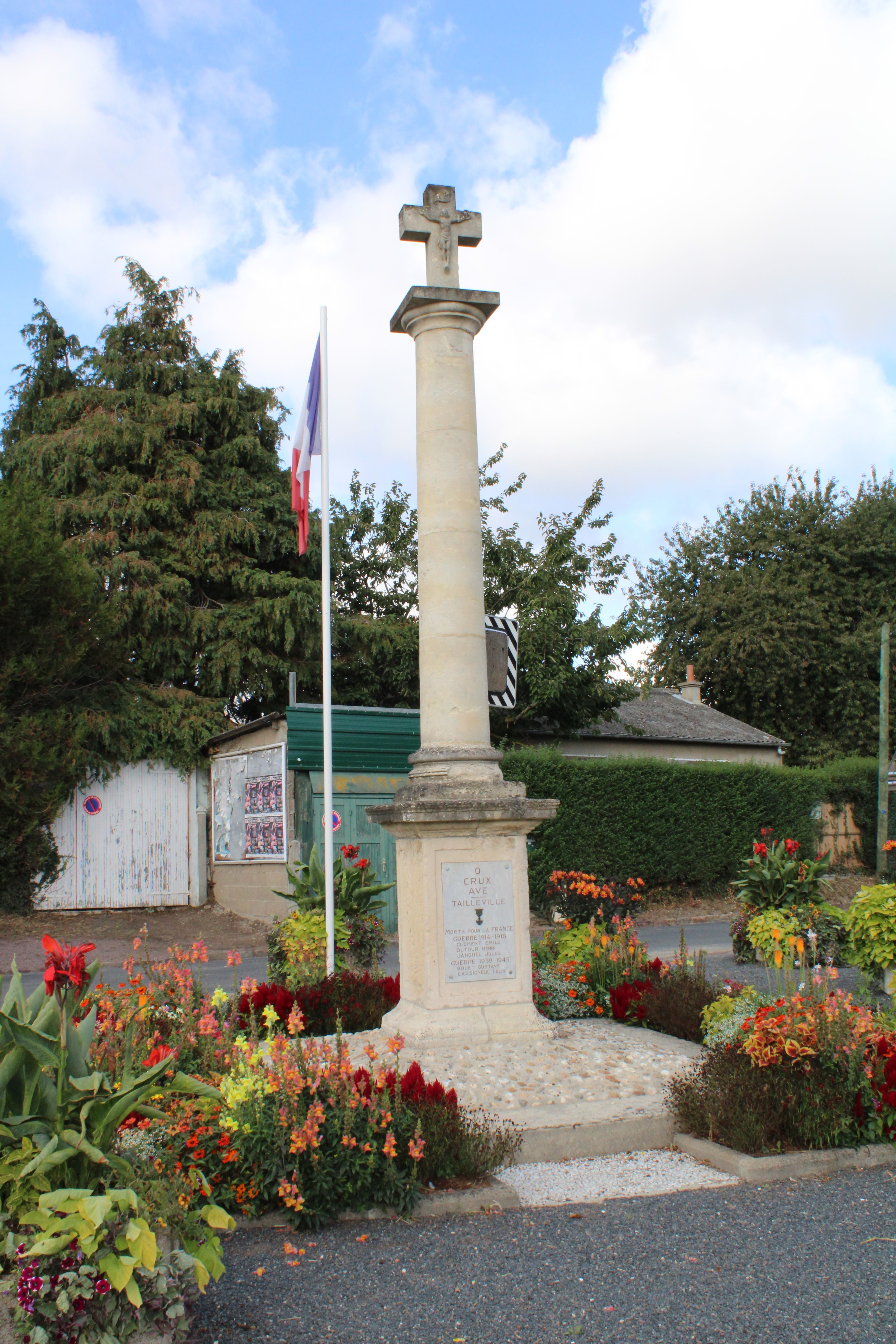
烈士纪念塔

### 旅游
杜夫尔-拉代利夫朗德的旅游事务由其所属的公共社区负责。2020年，杜夫尔-拉代利夫朗德境内暂无任何游客接待设施。

### 媒体
法国主要的媒体均可在杜夫尔-拉代利夫朗德接收，法国电视三台下属的诺曼底大区频道在部分时段播出杜夫尔-拉代利夫朗德所属区域的地方新闻。

## 友好城市
截至2021年4月，杜夫尔-拉代利夫朗德共与两座城市互为友好城市关系：
- 德国 厄伦巴赫
- 英格兰 阿克明斯特